# Sympycnodes epicycla
Sympycnodes epicycla is een vlinder uit de familie van de Houtboorders (Cossidae). De wetenschappelijke naam van de soort is voor het eerst gepubliceerd in 1945 door Alfred Jefferis Turner als Xyleutes epicycla.
De soort komt voor in Australië (Queensland, New South Wales).